# Ісаак Саксесс
Ісаак Саксесс (англ. Isaac Success, нар. 7 січня 1996, Бенін-Сіті) — нігерійський футболіст, нападник італійського клубу «Удінезе».
Виступав за національну збірну Нігерії.

## Клубна кар'єра
Народився 7 січня 1996 року в місті Бенін-Сіті. Вихованець футбольної академії BJ Foundation.
2013 року уклав свій перший професійний контракт з італійським «Удінезе». Утім невдовзі був відданий в оренду до іспанської «Гранади» і в дорослому футболі дебютував того ж року у другій команді клубу. Протягом 2014–2016 років грав вже за його головну команду на рівні Ла Ліги.
В подальшому також на умовах оренди грав в Ангдії за «Вотфорд» та в Іспанії за «Малагу».
У складі «Удінезе» дебютував лише 2021 року і протягом сезону 2021/22 мав регулярну ігрову практику в Серії A.

## Виступи за збірні
2013 року дебютував у складі юнацької збірної Нігерії (U-17), загалом на юнацькому рівні взяв участь у 7 іграх, відзначившись 7 забитими голами.
2015 року залучався до складу молодіжної збірної Нігерії. На молодіжному рівні зіграв у 4 офіційних матчах, забив 2 голи.
2017 року дебютував в офіційних матчах у складі національної збірної Нігерії, взявши упродовж двох років участь у чотирьох іграх.
| Дата       | Місто        | Господарі | Результат | Гості   | Турнір                                  | Голи | Примітки |
| ---------- | ------------ | --------- | --------- | ------- | --------------------------------------- | ---- | -------- |
| 23-3-2017  | Лондон       | Нігерія   | 1 – 1     | Сенегал | товариський матч                        | -    | 61' 80'  |
| 13-10-2018 | Кадуна       | Нігерія   | 4 – 0     | Лівія   | Відбір до Кубка африканських націй 2019 | -    | 76'      |
| 17-11-2018 | Йоганнесбург | ПАР       | 1 – 1     | Нігерія | Відбір до Кубка африканських націй 2019 | -    | 69'      |
| 20-11-2018 | Асаба        | Нігерія   | 0 – 0     | Уганда  | товариський матч                        | -    | 46'      |
| Усього     |              | Матчів    | 4         |         | Голів                                   | 0    |          |